# SBF 120
El índice SBF 120 (en francés: Société des Bourses Françaises) es un índice de la Bolsa de París. Su código ISIN es FR0003999481.

## Composición
Este índice se divide en tres grupos:
- CAC 40 : comprende las 40 mayores empresas.
- CAC Next 20: comprende las 20 mayores (excepto las que integran el CAC 40)
- CAC Mid 60: comprende las 60 mayores empresas cotizadas que no están en ninguno de los dos índices anteriores

El índice SBF 120 está actualmente compuesto por las siguientes empresas
1. Accor
2. ADP
3. Air France-KLM
4. Air liquide
5. Airbus Group
6. Albioma
7. ALD Automotive
8. Alstom
9. Alten
10. Amundi
11. Aperam
12. ArcelorMittal
13. Arkema
14. Atos
15. AXA
16. BiC
17. Biomérieux
18. BNP Paribas
19. Bolloré
20. Bouygues
21. Bureau Veritas
22. Capgemini
23. Carmila
24. Carrefour
25. Grupo Casino
26. CGG
27. CNP Assurances
28. Coface
29. Covivio
30. Crédit agricole
31. Danone
32. Dassault Aviation
33. Dassault Systèmes
34. Edenred
35. EDF
36. Eiffage
37. Elior
38. Elis
39. Engie
40. Eramet
41. Essilor International
42. Eurazeo
43. Eurofins Scientific
44. Euronext
45. Eutelsat
46. Faurecia
47. FDJ
48. Fnac Darty
49. Gecina
50. Getlink
51. GTT
52. Hermes International
53. Icade
54. Iliad
55. Imerys
56. Ipsen
57. Ipsos
58. JCDecaux
59. Kaufman & Broad
60. Kering
61. Klepierre
62. Korian
63. L’Oréal
64. Lagardere
65. Legrand
66. LVMH
67. Maisons du Monde
68. McPhy Energy
69. Mercialys
70. M6 Metropole Television
71. Michelin
72. Natixis
73. Neoen
74. Nexans
75. Nexity
76. Orange
77. Orpea
78. Pernod Ricard
79. Plastic Omnium
80. Publicis Groupe
81. Remy Cointreau
82. Renault
83. Rexel
84. Robertet
85. Rubis
86. S.E.B.
87. Safran
88. Saint-Gobain
89. Sanofi
90. Sartorius Stedim Biotech
91. Schneider Electric
92. Scor SE
93. Ses Global Fdr
94. Société générale
95. Sodexo
96. Soitec
97. Solutions 30
98. Solvay
99. Sopra Steria
100. SPIE
101. Stellantis
102. ST Microelectronics
103. Suez
104. TechnipFMC
105. Teleperformance
106. TF1
107. Thales
108. Total
109. Trigano
110. Ubisoft
111. Unibail-Rodamco-Westfield
112. Valeo
113. Vallourec
114. Veolia Environnement
115. Verallia
116. Vinci
117. Virbac
118. Vivendi
119. Wendel
120. Worldline